# 印度—以色列关系

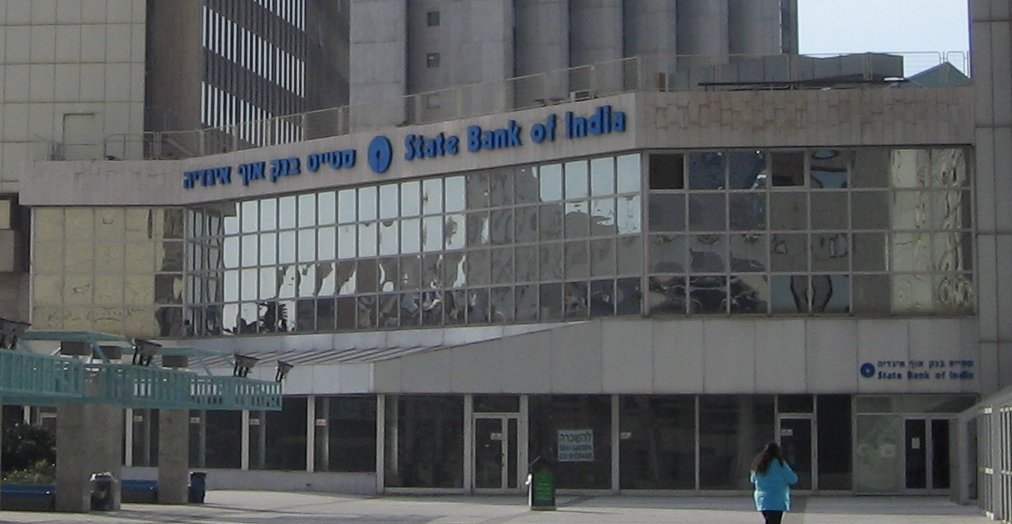
印度國家銀行於以色列的總部

印度－以色列關係，是指印度共和國和以色列國之間的雙邊關係。

## 歷史
印度早於1950年已承認以色列，但兩國一直到1992年才正式建立外交關係，並互設大使館。
印度和以色列兩國在經貿、文化及軍事方面合作關係廣泛：印度是以色列在亞洲的第二大經濟合作夥伴，於2010年，兩國之間不包含軍備的雙邊貿易總額為47億美元；印度是以色列軍備的最大買家，以色列亦是印度僅次於俄羅斯的第二大軍事夥伴。截至2009年，兩國的軍備貿易總額約為90億美元，兩國之間亦有聯合軍事訓練和發展太空科技；在2012年8月，印度與以色列簽署價值5000萬美元的學術研究協議。據國際市場調查公司進行的一項多國研究，印度被認為是繼美國後最親以色列的國家。

## 文化關係
於2011年4月至5月，一些著名的印度藝術家到以色列參加了一個為期三周的文化節，紀念印度和以色列建立外交關係20周年。印度駐以色列大使指出文化節的目標是展示印度多層次的面貌，並把這些面貌帶進以色列社會，令印度和以色列兩國更了解對方的文化和思維，從而對雙邊關係帶來積極的影響。
每年，超過40,000名以色列人到印度旅遊，他們大多是剛服完兵役的年輕人。這些以色列人大多會到印度的喜馬拉雅山、馬納利、達蘭薩拉周邊的村莊等地區。在熱門旅遊區庫爾盧，商店和公共交通工具上常看見希伯來語的指示語句。在2007年，一共有20,000名印度遊客到訪以色列；到2010年，印度取代韓國，成為最多到訪以色列遊客的亞洲國家，數目為41,000人次。印度遊客在以色列的平均旅遊支出為1364美元，以色列遊客在印度的平均旅遊支出則為1,091美元。

## 經貿關係
2001年，兩國之間不包括國防貿易的雙邊貿易總額為2億美元；於2009年，雙邊貿易總額增長至41億美元。兩國之間貿易包括製造業、發射衛星、農業和鑽石行業。
|                                | 2000年 | 2001年 | 2002年  | 2003年  | 2004年  | 2008年   | 2009年   | 2010年  | 2011年   | 2012年   | 2013年   |
| ------------------------------ | ------ | ------ | ------- | ------- | ------- | -------- | -------- | ------- | -------- | -------- | -------- |
| 印度到以色列的出口總額（美元） | 4.45億 | 4.03億 | 6.33億  | 8.69億  | 11.23億 | 9.752億  | 6.392億  | 11.32億 | 13.561億 | 11.149億 | 12.943億 |
| 以色列到印度的出口總額（美元） | 5.51億 | 4.54億 | 6.01億  | 6.98億  | 10.19億 | 9.834億  | 6.124億  | 12.11億 | 15.55億  | 11.781億 | 11.866億 |
| 雙邊貿易總額（美元）           | 9.96億 | 8.57億 | 12.34億 | 15.67億 | 21.42億 | 19.586億 | 12.516億 | 23.43億 | 29.111億 | 22.93億  | 24.809億 |
| 來源：                         |        |        |         |         |         |          |          |         |          |          |          |